# Acinia claripennis
Acinia claripennis är en tvåvingeart som först beskrevs av Robineau-desvoidy 1830.  Acinia claripennis ingår i släktet Acinia och familjen borrflugor.
Artens utbredningsområde är Frankrike. Inga underarter finns listade i Catalogue of Life.